# Ichthyodes lineatopunctata
Ichthyodes lineatopunctata là một loài bọ cánh cứng trong họ Cerambycidae.